# Herbert Diercks

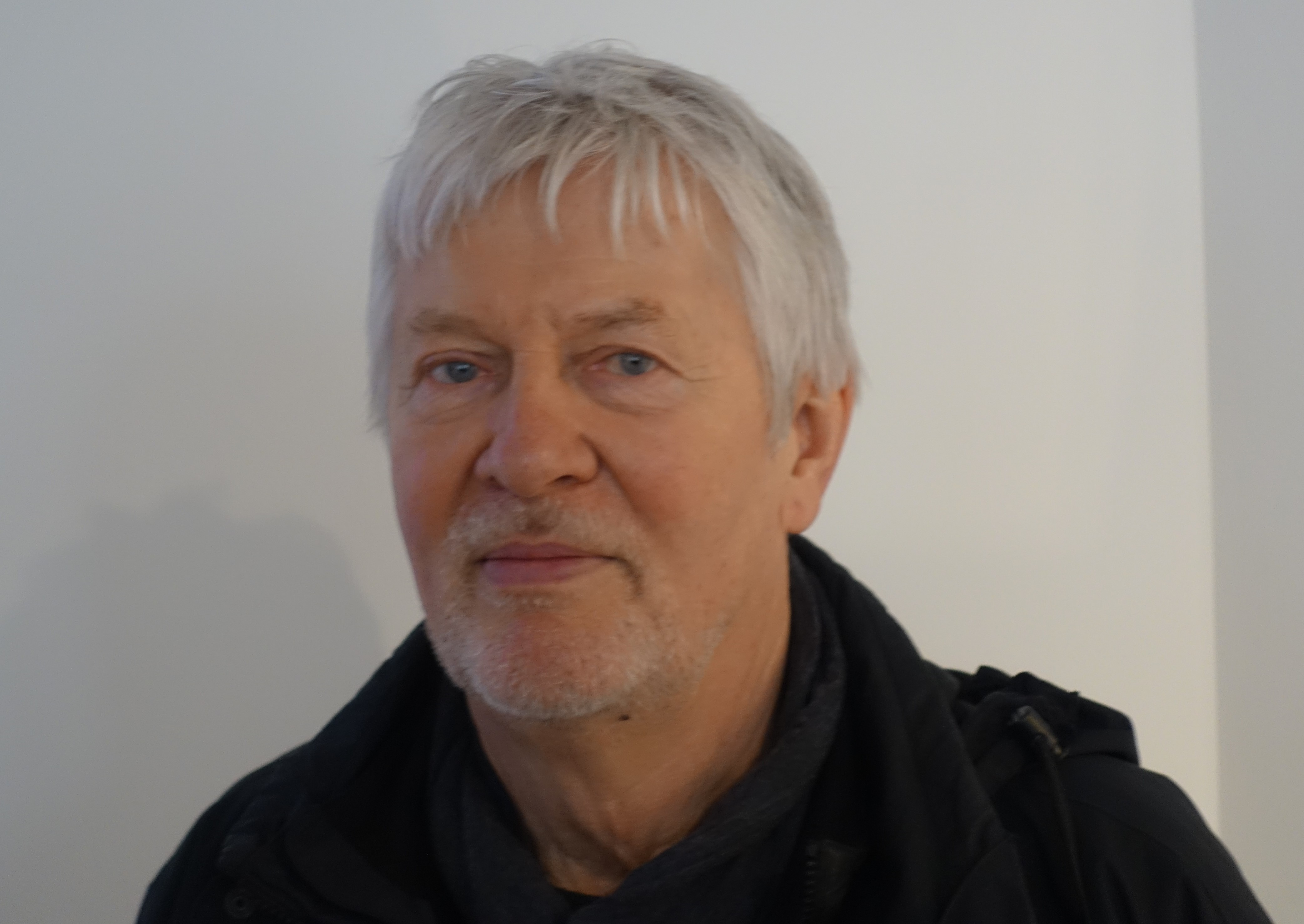
Herbert Diercks März 2020

Herbert Diercks (* 7. Februar 1953 in Homfeld) ist ein deutscher Historiker und Archivar, der wissenschaftlicher Mitarbeiter der KZ-Gedenkstätte Neuengamme war.

## Werdegang
Aufgewachsen ist er in einem kleinen Dorf in Aukrug. Diercks Eltern hatten dort einen Minibauernhof, den sie später aufgeben mussten. Die Familie zog nach Nortorf und er ist in Neumünster zur Schule gegangen. Dort besuchte er das Gymnasium bis zum Abitur 1973. Als Jugendlicher lernte er in Aukrug den Widerstandskämpfer Fritz Bringmann kennen. Diese Begegnung hat seinen späteren Werdegang stark beeinflusst. Er wurde Kriegsdienstverweigerer und gründete in Nortorf eine Gruppe der Vereinigung der Verfolgten des Naziregimes – Bund der Antifaschistinnen und Antifaschisten (VVN) und begann 1975 ein Studium der Geschichte in Hamburg. 1983 begann er als studentische Hilfskraft in der KZ-Gedenkstätte Neuengamme und wurde dort 1994 als Archivar, später als wissenschaftlicher Mitarbeiter fest angestellt. Er hat eine Vielzahl von Publikationen und Ausstellungen zur Stadtgeschichte Hamburgs im Nationalsozialismus erstellt, zuletzt die 2020 fertiggestellte Dauerausstellung in den Hamburger Stadthöfen zur Geschichte der Polizei 1933 bis 1945. Von 1994 bis 2019 gehörte er der Redaktion der von der KZ-Gedenkstätte Neuengamme herausgegebenen Zeitschrift Beiträge zur Geschichte der nationalsozialistischen Verfolgung in Norddeutschland an. Seit 1989 begleitet er die Alternativen Hafenrundfahrten der KZ-Gedenkstätte Neuengamme sowie seit vielen Jahren die Alsterkanalfahrten, Fahrradtouren über den Ohlsdorfer Friedhof sowie literarische Führungen. Seit 2019 befindet er sich im Ruhestand. Er ist Mitglied der Gewerkschaft ver.di.

## Ausstellungen (Auswahl)
- 2003: Konzentrationslager und Strafanstalten Fuhlsbüttel 1933–1945 (Dauerausstellung in der Gedenkstätte Konzentrationslager und Strafanstalten Fuhlsbüttel 1933–1945).
- 2006: Die Unsichtbaren Helfer. Die Hamburgerin Hiltgunt Zassenhaus und die norwegische Seemannsmission im Einsatz für die in Fuhlsbüttel 1940–1945 inhaftierten Norweger.
- 2008: Der Hamburger Hafen im Nationalsozialismus. Wirtschaft, Zwangsarbeit und Widerstand.
- 2010: Die Freiheit lebt. Widerstand und Verfolgung in Hamburg 1933–1945.
- 2012: Dokumentation Stadthaus. Die Hamburger Polizei im Nationalsozialismus.
- 2014: „Euthanasie“. Die Krankenmorde in der Zeit des Nationalsozialismus in Hamburg.
- 2016: Hamburger Fußball im Nationalsozialismus.
- 2018: Rund um die Alster. Hamburger Geschichte im Nationalsozialismus.
- 2020: Das Stadthaus im Nationalsozialismus. Eine Zentrale des Terrors (Dauerausstellung zur Geschichte der Polizei im Nationalsozialismus in den Stadthöfen, Hamburg)

## Veröffentlichungen (Auswahl)
- mit Edith Burgard, Rose-Marie Zahrndt: Rudolf Klug – Ein Lehrer paßt sich nicht an. Antifaschistische Reihe Heft 2, VVN, Hamburg 1982.
- mit Fritz Bringmann: Die Freiheit lebt! Antifaschistischer Widerstand und Naziterror in Elmshorn und Umgebung 1933–1945. 702 Jahre Haft für Antifaschisten. Röderberg Verlag, Frankfurt am Main 1983, ISBN 978-3-87682-040-8.
- Gedenkbuch „Kola-Fu“. Für die Opfer aus dem Konzentrationslager, Gestapogefängnis und KZ-Außenlager Fuhlsbüttel. Hg.: KZ-Gedenkstätte Neuengamme. Hamburg 1987.
- Friedhof Ohlsdorf. Auf den Spuren von Naziherrschaft und Widerstand. Hg.: Willi-Bredel-Gesellschaft Geschichtswerkstatt e. V., Ergebnisse-Verlag, Hamburg 1992, ISBN 3-87916-012-0.
- Fuhlsbüttel – das KZ im Justizgefängnis. In: Die frühen Konzentrationslager in Deutschland. Austausch zum Forschungsstand und zur pädagogischen Praxis in Gedenkstätten. Hg.: Karl Giebeler, Thomas Lutz, Silvester Lechner. O.A., Bad Boll 1996, S. 101–129.
- Die Wachleute des KZ Fuhlsbüttel ab 1948 vor Gericht. In: Die frühen Nachkriegsprozesse. Beiträge zur Geschichte der nationalsozialistischen Verfolgung in Norddeutschland. Heft 3. Edition Temmen, Bremen 1997, ISBN 3-86108-322-1, S. 75–92.
- Verschleppt nach Deutschland! Jugendliche Häftlinge des KZ Neuengamme aus der Sowjetunion erinnern sich. Herausgegeben im Auftrag des Freundeskreises KZ-Gedenkstätte Neuengamme e. V. und der KZ-Gedenkstätte Neuengamme. Edition Temmen, Bremen 2000, ISBN 3-86108-762-6. (Dieses Buch erschien auch auf Russisch unter dem Titel: Угнали в Германию! Бывшие малолетние узники концлагеря Нойенгамме из Советского Союза вспоминают. Издание по заказу общественного союза „Кругдрузей мемориала концлагеря Нойенгамме“ и мемориального музея Нойенгамме. 2000 Edition Temmen, Bremen 2000, ISBN 3-86108-763-4.)
- Fuhlsbüttel – das Konzentrationslager in der Verantwortung der Hamburger Justiz. In: Terror ohne System. Die ersten Konzentrationslager im Nationalsozialismus 1933–1935. Hg.: Wolfgang Benz, Barbara Distel. Metropol Verlag, Berlin 2001, ISBN 3-932482-61-1, S. 261–308.
- Hamburg-Fuhlsbüttel. In: Der Ort des Terrors. Geschichte der nationalsozialistischen Konzentrationslager. Band II: Frühe Lager Dachau Emslandlager. Hg.: Wolfgang Benz, Barbara Distel, München 2005, S. 112–119.
- als Hrsg. mit Elsa Maria Lüders: Walther, Lina und Axel Lüders: „Was macht die Welt, in der wir zu Hause sind?“ Briefe 1942–1945. Donat Verlag, Bremen 2010, ISBN 978-3-938275-67-2.
- Die Hamburger Ordnungs- und Schutzpolizei 1933 bis 1945. In: Polizei, Verfolgung und Gesellschaft im Nationalsozialismus. Beiträge zur Geschichte der nationalsozialistischen Verfolgung in Norddeutschland, Heft 15. Edition Temmen, Bremen 2013, ISBN 978-3-8378-4045-2, S. 24–39.
- Der Einsatz von V-Leuten im Sachgebiet „Kommunismus“ der Hamburger Gestapo 1943 bis 1945. In: Polizei, Verfolgung und Gesellschaft im Nationalsozialismus. Beiträge zur Geschichte der nationalsozialistischen Verfolgung in Norddeutschland, Heft 15. Edition Temmen, Bremen 2013, ISBN 978-3-8378-4045-2, S. 119–135.
- „Euthanasie“-Verbrechen in Hamburg – ein Überblick. In: „Euthanasie“-Verbrechen. Forschungen zur nationalsozialistischen Gesundheits- und Sozialpolitik. Beiträge zur Geschichte der nationalsozialistischen Verfolgung in Norddeutschland, Heft 17. Edition Temmen, Bremen 2016, ISBN 978-3-8378-4053-7, S. 11–26.
- Tadeusz Brzeski – ein Fußball spielender Zwangsarbeiter in Hamburg. In: Fußball in der nationalsozialistischen Gesellschaft: Zwischen Anpassung, Ausgrenzung und Verfolgung. Beiträge zur Geschichte der nationalsozialistischen Verfolgung in Norddeutschland, Heft 18. Edition Temmen, Bremen 2017, ISBN 978-3-8378-4056-8, S. 118–131.
- mit Alois Walter: Vom Turnen zum Sport – und noch viel mehr, 150 Jahre Hamburg-Harvestehuder Turnverein 1872, Selbstverlag, Hamburg 2023